# Aciclovir
Aciclovir of als merknaam Zovirax®
is een nucleoside-analoog (9-(2-hydroxyethoxymethyl) guanine) dat werkzaam is tegen infecties veroorzaakt door het herpes simplex virus, zoals een koortslip.
Cellen die geïnfecteerd zijn met het Herpes Simplex Virus (HSV) bevatten viraal thymidine-kinase (TK) en DNA-polymerase. Aciclovir wordt door het virale TK omgezet in de monofosfaatvorm (acyclo-GMP), dit gebeurt 3000 keer efficiënter dan door cellulair TK. Daarna wordt acyclo-GMP verder gefosforyleerd door cellulaire kinasen tot de trifosfaatvorm (acyclo-GTP). Deze vorm is een sterke inhibitor van het virale DNA-polymerase: de affiniteit van acyclo-GTP voor viraal DNA-polymerase is 100 keer hoger dan voor cellulair DNA-polymerase. Naast de trifosfaatvorm, wordt ook de monofosfaatvorm ingebouwd in het virale DNA, waardoor ketenterminatie optreedt. Bovendien kunnen virale enzymen acyclo-GMP niet meer verwijderen, waardoor DNA-polymerase-werking volledig geblokkeerd wordt. Acyclo-GTP wordt door cellulaire fosfatasen afgebroken.
Aciclovir wordt bij een ernstig verloop van de waterpokken ook weleens als behandeling gegeven.
Aciclovir is een van de stoffen van de lijst van de WHO met essentiële geneesmiddelen.